# Parapanesthia
Parapanesthia är ett släkte av kackerlackor. Parapanesthia ingår i familjen jättekackerlackor.
Kladogram enligt Catalogue of Life:
| Parapanesthia | \| \| Parapanesthia giganteus \| \| \| \| \| \| Parapanesthia pearsoni \| \| \| \| |
|               | \| \| Parapanesthia giganteus \| \| \| \| \| \| Parapanesthia pearsoni \| \| \| \| |
|               | Parapanesthia giganteus                                                            |
|               |                                                                                    |
|               | Parapanesthia pearsoni                                                             |
|               |                                                                                    |